# Euphorbia clementei
Euphorbia clementei é uma espécie de planta com flor pertencente à família Euphorbiaceae. 
A autoridade científica da espécie é Boiss., tendo sido publicada em Elenchus Plantarum Novarum 82. 1838.

## Portugal
Trata-se de uma espécie presente no território português continental. Nativa da região, não se encontra protegida por legislação portuguesa ou da Comunidade Europeia.[carece de fontes?]